# Rosa Mercedes Ayarza
Rosa Mercedes Ayarza Morales (Lima, 8 de julio de 1881-2 de mayo de 1969) fue una compositora y maestra de canto peruana.

## Biografía
Rosa Mercedes nació el 8 de julio de 1881.  A los 8 años realizó su primera aparición pública en el antiguo teatro Politeama y a los 14 era directora de coros de iglesia.
Recibió lecciones de canto y piano de Claudio Rebagliati y sobresalió como un intérprete en recitales. Alternó la enseñanza con la dirección de zarzuelas. Fueron alumnos suyos Lucrecia Sarria y Armando Villanueva, así como otros cantantes que llegarían a la Scala de Milán como Alejandro Granda, Luis Alva y Ernesto Palacio. Aunque no descuidó la música pura centró su actividad creadora en el aprovechamiento de ritmos, melodías y motivos folclóricos. 
Fundó la Escuela Nacional de Arte Lírico —hoy absorbida por el currículo del Conservatorio Nacional de Música — y formó, asimismo, la primera Sociedad Peruana de Autores y Compositores.
Además de colaborar con numerosas instituciones, Ayarza emprendió el rescate de la tradición popular. Gracias a ella se pudo conservar piezas musicales populares en pentagramas y con las letras transcritas. Convirtió en “Los Pregones de Lima” aquellos cantos callejeros de los vendedores ambulantes que, desde el siglo XVII, se transmitían de generación en generación. La obra fue estrenada en 1937 en la Sociedad “Entre Nous”.
Pero es en el terreno estrictamente musical que adquiere una gran dimensión. Más de 300 composiciones son el resultado de una existencia que hizo de la música su razón primera y última.

## Producción musical
En ese extenso catálogo podemos hallar canciones de gran fuerza lírica y delicadeza melódica como «El picaflor», «Tu ausencia es un silencio», «Si mi voz muriera en tu tierra», «Canción de cuna», hasta páginas de color popular y calidez rítmica como los festejos «Congorito», y «Negrito Congo», pregones como «La picaronera», «Frutero Congo», las zamacuecas «La jarra de oro», «La rosa y el clavel», «La cambalachera» y «Viva Castilla», las marineras «Soy peruana», «Moreno pintan a Cristo», y «San Juan de Amancaes» y el tondero «Amor dolor».
A todo ello habría que sumar el enorme aporte que suponen sus recopilaciones de folclor peruano. El hecho de que en 1962 fuera llamada “Reliquia viva del folclor” termina por ser un justo reconocimiento a una labor sostenida durante varias décadas.
De entre los varios hitos importantes que marcó Rosa Mercedes Ayarza en vida, hay dos: fue ella quien se encargó de transcribir a partitura «La concheperla», una de las primeras marineras, con letra de Abelardo Gamarra el Tunante y una inspirada melodía de José Alvarado Alvaradito. Fue responsable, también, de que por primera vez se presentara un espectáculo de folclor de la costa peruana en el teatro Municipal, principal escenario de la capital que hasta entonces, en 1938, cuando estaba vetado para la música popular peruana.
Promovió muchos espectáculos donde se revivía el encanto y el colorido de los pregones limeños y otras semblanzas criollas, como las que reunió en “Embrujo limeño” o “Los antiguos pregones de Lima”, dos de sus puestas en escena más famosas y celebradas.

## Vida personal
Sus padres fueron José Ayarza Recabarren  y Rosa Morales Galup, y su hermano fue Alejandro Ayarza Morales Karamanduka, un personaje central del criollismo. Su nombre completo al nacer fue Rosa Mercedes Ayarza Morales. Contrajo matrimonio el 1 de enero de 1904 con Benjamín Morales Del Solar, por lo que su nombre pasó a ser Rosa Mercedes Ayarza Morales de Morales. Con él tuvo tres hijos: Rafael Morales Ayarza, Graciela Morales Ayarza y Clemencia Morales Ayarza.